# Малаешти (Долж)
Малаешти (рум. Mălăești) насеље је у Румунији у округу Долж у општини Гојешти. Oпштина се налази на надморској висини од 129 m.

## Становништво
Према подацима из 2002. године у насељу је живело 508 становника, од којих су сви румунске националности.